# Хаббания (авиабаза)
База Королевских ВВС в Хаббании (первоначально КВВС в Дхибане), располагалась в Ираке примерно в 55 милях (89 км) к западу от Багдада , на берегах Евфрата, возле озера Хаббания. Действовала с октября 1936 года до 31 мая 1959 года, когда англичане были окончательно выведены после июльской революции 1958 года. Стала сценой ожесточенных боев в мае 1941 года, когда была осаждена иракскими военными после иракского государственного переворота 1941 года. Оставалась крупной иракской военной авиабазой.

## История
База КВВС в Хаббании была построена на западном берегу Евфрата и открыта 19 октября 1936 года в соответствии со статьей 5 англо-иракского договора 1930 года. Она располагалась на западном берегу Евфрата между Рамади и Фаллуджей и была главной военной и авиационной базой для всей Британской империи. Эскадрильи, части, штаб-квартира и больница постепенно перебирались из базы КВВС в Хинаиди, Багдад, которая затем была освобождена британцами и переименована иракцами в «аэродром Рашид». Первоначально называемая, база Королевских Военно-Воздушные сил в Дхибане (Dhibban), база была переименована в базу КВВС Хаббания 1 мая 1938 года. КВВС в Хаббании была обширной и, наряду с аэродромом, включала в себя штаб-квартиру КВВС Ирака, средства связи, подразделения технического обслуживания, авиационную базу, госпиталь КВВС, казармы КВВС в Ираке, автобронетанковое управление КВВС, а также склад топлива и бомб.
На базе организовывали многочисленные выставки, присутствовал широкий спектр развлечений, включая бассейны, кинотеатры и театры, спортивные площадки, теннисные корты и конюшни. Она была автономной, с собственной электростанцией, станцией очистки воды и канализационной фермой. Вода, взятая из Евфрата для оросительных систем, позволила создать зеленые газоны, цветники и даже декоративные ботанические сады. После Второй мировой войны семьи британского персонала начали жить в Хаббании, где была открыта школа.
В периметре располагался Гражданский лагерь, который предоставлял жилье семьям работников из Ирака и их семьям. Население города, насчитывающее около 10 000 человек, имело свои школы, больницы, мечети, церкви, храмы, кинотеатры и базары. Сразу за периметром находилась деревня Хамфрия, в которой жили местные работающие жители и их семьи. Это был строительный лагерь для компании, которая построила базу, Месье Хамфриз из Найтсбриджа, Лондон (и от которого произошло название Хамфрея).
Вокруг базы был 7-мильный забор по периметру, но он не ограждал аэродром, который был снаружи. В 1952 году на плато был построен второй аэродром, чтобы справиться с самолётами большой дальности и реактивными самолётами, использующими базу. (впоследствии она стала авиабазой иракских ВВС Аль-Такаддум).
В конце 1930-х годов Imperial Airways создали на озере Хаббания промежуточный пост для обслуживания гидросамолетов из Великобритании в Британскую Индию с использованием Short Empires. Озеро обеспечило необходимую посадочную площадку для этих самолётов в центре месопотамской пустыни.
База являлась крупным летным училищем во времена Второй Мировой Войны, а также транспортной площадкой аэродрома. Во время восстания Рашида Али в 1941 году, аэродром был осажден подразделениями Королевской Иракской Армии, расположенными на возвышающемся плато. 2 мая 1941 года британские войска с аэродрома нанесли превентивные авиаудары по иракским силам и по всему Ираку, и началась англо-иракская война. Осада была снята подразделениями, базирующимися в Хаббании, в том числе летчиками из школы подготовки, батальоном Королевского полка, прибывшим в последний момент, бронетанковой ротой номер 1 ВВС. Затем прибыла колонна помощи посланная из Палестины, затем Британский мандат, в сочетании с подразделениями из Хаббании заставил повстанческие силы отступить в Багдад.
Позднее, во время Второй мировой войны, Хаббания стала важным пунктом на Южном воздушном пути между Великобританией и СССР. Британская корпорация British Overseas Airways Corporation (BOAC) осуществляла регулярные пассажирские перевозки через Северную Африку и на Ближний Восток с использованием тяжелого бомбардировщика Consolidated Liberator. Командование Военно-Воздушных Сил Соединённых Штатов использовало Хаббанию в качестве промежуточного пункта между крупным сборочным комплексом самолётов в аэропорту Абадана, Иран, и полем Пейн, Каир. Также Командование КВВС управляло транспортным маршрутом из Хаббании в аэропорт Мехрабад, Тегеран. После Второй мировой войны BOAC прекратил обслуживание гидросамолетов, а гостиничные здания на озере были приобретены ВВС и использовались в качестве центра отдыха и развлечений.
Британский новеллист, Роальд Даль, служил на авиабазе в 1940 году, как описано в его книге «Going Solo», но его описание не совсем точно, а мнение более негативное по сравнению с мнением большинства тех, кто там служил.
6-я эскадрилья ВВС, 8-я эскадрилья ВВС и 73-я эскадрилья ВВС были последними летающими эскадрильями, покинувшими базу в середине 1950-х годов.
База закрылась 31 мая 1959 года, когда британцы были окончательно выведены после Июльской революции 1958 года.
В июне 1961 года на базе находились две эскадрильи ВВС Ирака:
⦁	1-й эскадрильи, Веном ФБ.МК.1, базируется в Хаббании, капитан Исмаил 
⦁	№ 6 эскадрилья, Охотник, базируется в Хаббании, капитан Хамид Шабан
Авиабаза была взорвана в ходе операции «Каман-99» во второй день ирано-иракской войны, сразу после вторжения Ирака в Иран
Книга Тома Купера «Арабские истребители МиГ-19 и МиГ-21 в бою» описывает Хаббанию как базу для МиГ-21 Микояна-Гуревича в 1990 году.

## Современное состояние
По данным Федерации американских ученых, площадка использовалась для производства иприта (химического оружия). Завод был построен в 1983—1984. Завод выпускал газ для использования против иранцев во время Ирано-Иракской войны. Завод производил 60-80 тонн продукции в год.
После 2003 года бывший британский аэродром использовался как Вооруженными силами Соединённых Штатов, так и Новой Иракской армией в качестве передовой операционной базы, и теперь она известна, как лагерь Хаббания. С этого форпоста ведутся боевые действия от окраин Фаллуджи до окраин Рамади. С 2006 года лагерь Хаббания превратился в региональный центр обучения и региональной поддержки, а также в штаб-квартиру 1-й дивизии иракской армии. Продолжающиеся коалиционные и иракские строительные проекты оживили большую часть базы.
В декабре 2008 года армия США и все гражданские подрядчики, менее двенадцати подрядчиков из MPRI, покинули лагерь Хаббания. Американские морские пехотинцы оставались там, чтобы обеспечить иракской армии дополнительную охрану периметра до определённого времени.
16 апреля 2009 года террорист-смертник в костюме 1-го лейтенанта Ирака взорвал бомбу среди группы иракских солдат в столовой.
С 2015 года Хаббания служила базой для шиитских ополченцев, иракской армии и её американских инструкторов в их кампании против ИГИЛ.
289 сотрудников Британии и Содружества, наряду с женщинами, детьми и младенцами, по-прежнему похоронены на кладбище КВВС / Комиссия по военным захоронениям Содружества (CWGC) в Хаббании. Реестр захороненных ведется Ассоциацией КВВС в Хаббании. (Ассоциация КВВС в Хаббании).

## Военное-воздушные подразделения
⦁6-я эскадрилья КВВС (1950—1954) de Havilland Vampire FB5 & FB9
⦁8-я эскадрилья КВВС (1956) de Havilland Vampire FB4
⦁11-я эскадрилья КВВС (1941) Bristol Blenheim IV
⦁14-я эскадрилья КВВС (1941) Bristol Blenheim IV
⦁30-я эскадрилья КВВС (1938)
⦁45-я эскадрилья КВВС (1941) Bristol Blenheim IV
⦁52-я эскадрилья КВВС (1941—1942) Hawker Audax
⦁55-я эскадрилья ВВС (1937—1939) Vickers Vildebeest Bristol Blenheim I
⦁70-я эскадрилья КВВС (1937—1939) Vickers Valentia
⦁73-я эскадрилья КВВС (1953—1955) de Havilland Vampire FB9 & FB1
⦁74-я эскадрилья КВВС (1943) Hawker Hurricane I
⦁82-я эскадрилья КВВС отряд (1951—1952) Avro Lancaster PR1
⦁84-я эскадрилья КВВС (1941) Bristol Blenheim IV
⦁94-я эскадрилья КВВС отряд (1941) Gloster Gladiator
⦁123-я эскадрилья КВВС (1942) Gloster Gladiator
⦁162-я эскадрилья КВВС (1942) Bristol Blenheim IV
⦁185-я эскадрилья КВВС (1952—1952) de Havilland Vampire FB5
⦁Отряд 203-й эскадрильи КВВС (1941) Bristol Blenheim IV
⦁Отряд 208-й эскадрильи КВВС (1941) Hawker Audax
⦁Отряд 216-й эскадрильи британских КВВС отряд (1942) Lockheed Hudson
⦁Отряд 223-й эскадрильи КВВС (1942) Martin Baltimore
⦁"S" эскадрилья КВВС сформирована в Хаббании в 1939 и вновь переименована в 244-ю эскадрилью КВВС при переезде в КВВС Шуайбе 1 ноября 1940 года.
⦁249-я эскадрилья КВВС (1946) de Havilland Mosquito Hawker Tempest F6
⦁261-я эскадрилья британских ВВС (1941) Gloster Gladiator Hawker Hurricane I
⦁Отряд 651-й эскадрильи британских ВВС (1948) Auster AOP6
⦁Отряд 680-й эскадрильи британских ВВС (1945—1946) Fairchild Argus
⦁683-я эскадрилья британских ВВС (1952—1953) Vickers Valetta C1
⦁1412-я (метеорологическая) КВВС (1942—1946) Gloster Gladiator Hawker Hurricane
⦁1434-я (аэрофотосъемка) КВВС (1942) Бристоль Бленхейм
⦁ 4-я летная школа КВВС (1939—1941)
⦁С 1936 по 1 апреля 1958 года в Хаббании базировался самолёт связи.

## Наземные подразделения
⦁104-я группа технического обслуживания КВВС (1954—1956)
⦁ 134-я группа технического обслуживания КВВС (1942 and 1943—1946)
⦁ 115-я группа технического обслуживания КВВС
⦁ 123-я сигнальная (радиолокационная) группа КВВС
⦁ 276-я сигнальная (радиолокационная) группа КВВС (1946—1958)
⦁ 19-я топографическая эскадрилья
⦁ 1-я рота бронетранспортёров КВВС (1936—1946)
⦁ 2-й эскадрон полка КВВС (1948—1955)
⦁ 1-й батальон Королевского полка
⦁ Иракские ополченцы, штаб, 1-я, 2-я, 3-я, 4-я, 5-я рота ассирийских ополченцев, 8-я рота. Все роты по 125 человек.
⦁ группа технического обслуживания Hawker Hunter КВВС (Королевские Военно-Воздушные Силы Ирака) (1957—1958)
⦁ Госпиталь КВВС Хаббания.